# Женвилье
Женвилье (фр. Gennevilliers) — город и коммуна во французском департаменте О-де-Сен, округ Нантер, административный центр двух кантонов.

## Географическое положение
Женвилье — северо-западный пригород Парижа. Расположен на реке Сене.

## История
Территория Женвилье заселена с древних времён. Жители занимались земледелием, разведением скота, рыбной ловлей и охотой. До появления в 1302 году собственной церковной общины Женвилье относился к Аньер-сюр-Сен. В 1740 и 1910 годах Женвилье сильно пострадал от наводнений. В 1746 году герцог Ришельё построил здесь свой замок (фр.). Здесь он принимал Марию Лещинскую, Людовика XV и маркизу де Помпадур. В этом же замке Бомарше написал свою пьесу «Безумный день, или Женитьба Фигаро».

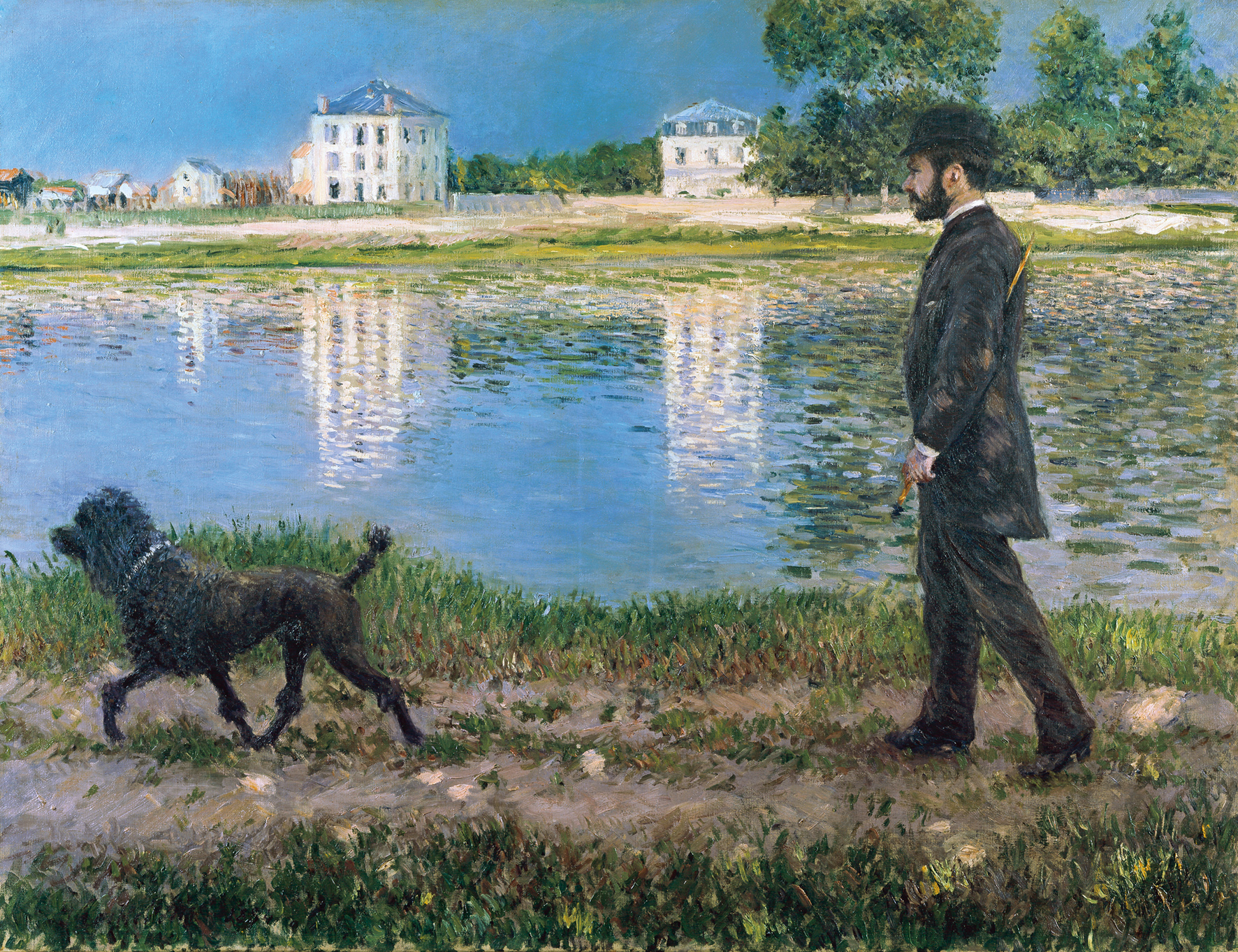
Гюстав Кайботт. Ришар Галло со своей собакой в Женвилье. 1884

В конце XIX века в Женвилье жили художники Эдуард Мане с семьёй и Гюстав Кайботт. В гости к ним приезжали многочисленные импрессионисты (Поль Сезанн, Клод Моне, Берта Моризо, Ренуар, Альфред Сислей), благодаря чему Женвилье, как и близлежащий Аржантёй, запечатлён на многих полотнах.
Промышленное развитие Женвилье началось только в начале XX века. С появлением здесь железной дороги в 1909 году город превратился в промышленный центр.

## Экономика и промышленность
В Женвилье находится крупнейший речной порт (фр.) Франции.

## Транспорт
Женвилье соединён с Парижем метро и линией скоростного транспорта RER.

## Города-побратимы
- Бергкамен, Германия
- Беркенхед, Великобритания
- Островец-Свентокшиский, Польша